# Чемпіонат світу з художньої гімнастики
Чемпіонати світу з художньої гімнастики проводилися з 1963 року. Останнім часом проводяться раз на два роки.

## Чемпіонати
| Рік  | Чемпіонат | Місто        | Країна         | Примітка                      |
| ---- | --------- | ------------ | -------------- | ----------------------------- |
| 1963 | I         | Будапешт     | Угорщина       |                               |
| 1965 | II        | Прага        | Чехословаччина |                               |
| 1967 | III       | Копенгаген   | Данія          |                               |
| 1969 | IV        | Варна        | Болгарія       |                               |
| 1971 | V         | Гавана       | Куба           |                               |
| 1973 | VI        | Роттердам    | Нідерланди     |                               |
| 1975 | VII       | Мадрид       | Іспанія        |                               |
| 1977 | VIII      | Базель       | Швейцарія      |                               |
| 1979 | IX        | Лондон       | Англія         |                               |
| 1981 | X         | Мюнхен       | ФРН            |                               |
| 1983 | XI        | Страсбург    | Франція        |                               |
| 1985 | XII       | Вальядолід   | Іспанія        |                               |
| 1987 | XIII      | Варна        | Болгарія       |                               |
| 1989 | XIV       | Сараєво      | Югославія      |                               |
| 1991 | XV        | Пірей        | Греція         |                               |
| 1992 | XVI       | Брюссель     | Бельгія        |                               |
| 1993 | XVII      | Аліканте     | Іспанія        |                               |
| 1994 | XVIII     | Париж        | Франція        |                               |
| 1995 | XIX       | Відень       | Австрія        |                               |
| 1996 | XX        | Будапешт     | Угорщина       |                               |
| 1997 | XXI       | Берлін       | Німеччина      | (тільки індивідуальний залік) |
| 1998 | XXII      | Севілья      | Іспанія        | (тільки командний залік)      |
| 1999 | XXIII     | Осака        | Японія         |                               |
| 2001 | XXIV      | Мадрид       | Іспанія        | (тільки індивідуальний залік) |
| 2002 | XXV       | Новий Орлеан | США            | (тільки командний залік)      |
| 2003 | XXVI      | Будапешт     | Угорщина       |                               |
| 2005 | XXVII     | Баку         | Азербайджан    |                               |
| 2007 | XXVIII    | Патри        | Греція         |                               |
| 2009 | XXIX      | Ісе          | Японія         |                               |
| 2010 | ХХХ       | Росія        | Росія          |                               |
| 2011 | XXXI      | Монпельє     | Франція        |                               |
| 2013 | XXXII     | Київ         | Україна        |                               |
| 2014 | XXXIII    | Ізмір        | Туреччина      |                               |
| 2015 | XXXIV     | Штутгарт     | Німеччина      |                               |
| 2017 | XXXV      | Пезаро       | Італія         |                               |
| 2018 | XXXVI     | Софія        | Болгарія       |                               |
| 2019 | XXXVII    | Баку         | Азербайджан    |                               |
| 2021 | XXXVIII   | Кітакюсю     | Японія         |                               |

## Медалісти

### Індивідуальне багатоборство
| Медалісти в індивідуальному багатоборстві | Медалісти в індивідуальному багатоборстві | Медалісти в індивідуальному багатоборстві | Медалісти в індивідуальному багатоборстві          | Медалісти в індивідуальному багатоборстві |
| ----------------------------------------- | ----------------------------------------- | ----------------------------------------- | -------------------------------------------------- | ----------------------------------------- |
| Рік                                       | Місце                                     | Золото                                    | Срібло                                             | Бронза                                    |
| 1963                                      | Будапешт, Угорщина                        | Людмила Савінкова                         | Тетяна Кравченко                                   | Юлія Трашлєва                             |
| 1965                                      | Прага, Чехословаччина                     | Хана Міцечова                             | Тетяна Кравченко                                   | Хана Міцечова-Бубнікова                   |
| 1967                                      | Копенгаген, Данія                         | Олена Карпучина                           | Уте Леманн                                         | Любов Середа                              |
| 1969                                      | Варна, Болгарія                           | Марія Гігова                              | Любов Середа Нечка Робева Галіма Шугурова          |                                           |
| 1971                                      | Гавана, Куба                              | Марія Гігова                              | Олена Карпучина                                    | Аліфа Назмутдінова                        |
| 1973                                      | Роттердам, Нідерланди                     | Галіма Шугурова Марія Гігова              |                                                    | Наталія Крачіннекова                      |
| 1975                                      | Мадрид, Іспанія                           | Carmen Rischer                            | Christiana Rosenberg                               | Maria Jesús Alegre                        |
| 1977                                      | Базель, Швейцарія                         | Irina Deriugina                           | Галіма Шугурова                                    | Kristina Guiourova                        |
| 1979                                      | Лондон, Англія                            | Irina Deriugina                           | Elena Tomas                                        | Irina Gabashvili                          |
| 1981                                      | Мюнхен, Західна Німеччина                 | Анелія Раленкова                          | Лілія Ігнатова Iliana Raeva                        |                                           |
| 1983                                      | Страсбург, Франція                        | Діліана Гергієва                          | Галина Белоглазова Лілія Ігнатова Анелія Раленкова |                                           |
| 1985                                      | Вальядолід, Іспанія                       | Діліана Гергієва                          | Лілія Ігнатова                                     | Bianka Panova                             |
| 1987                                      | Варна, Болгарія                           | Bianka Panova                             | Adriana Dunavska Elizabeth Koleva                  |                                           |
| 1989                                      | Сараєво, Югославія                        | Alexandra Timoshenko                      | Bianka Panova                                      | Adriana Dunavska Oksana Skaldina          |
| 1991                                      | Пірей, Греція                             | Oksana Skaldina                           | Alexandra Timoshenko                               | Міла Маринова                             |
| 1992                                      | Брюссель, Бельгія                         | Oxana Kostina                             | Maria Petrova                                      | Лариса Лук'яненко                         |
| 1993                                      | Аліканте, Іспанія                         | Maria Petrova                             | Катерина Серебрянська                              | Amina Zaripova                            |
| 1994                                      | Париж, Франція                            | Maria Petrova                             | Лариса Лук'яненко Amina Zaripova                   |                                           |
| 1995                                      | Відень, Австрія                           | Катерина Серебрянська Maria Petrova       |                                                    | Лариса Лук'яненко Яніна Батиршина         |
| 1997                                      | Берлін, Німеччина                         | Олена Вітриченко                          | Natalia Lipkovskaya                                | Яніна Батиршина                           |
| 1999                                      | Осака, Японія                             | Аліна Кабаєва                             | Юлія Раскіна                                       | Юлія Барсукова                            |
| 2001                                      | Мадрид, Іспанія                           | Тамара Єрофеєва                           | Simona Peycheva                                    | Ганна Безсонова                           |
| 2003                                      | Будапешт, Угорщина                        | Аліна Кабаєва                             | Ганна Безсонова                                    | Ірина Чащина                              |
| 2005                                      | Баку, Азербайджан                         | Ольга Капранова                           | Ганна Безсонова                                    | Ірина Чащина                              |
| 2007                                      | Патри, Греція                             | Ганна Безсонова                           | Віра Сессіна                                       | Ольга Капранова                           |
| 2009                                      | Міє, Японія                               |                                           | Дар'я Кондакова                                    | Ганна Безсонова                           |
| 2010                                      | Москва, Росія                             |                                           | Дар'я Кондакова                                    | Мелітіна Станюта                          |
| 2011                                      | Монпельє, Франція                         |                                           | Дар'я Кондакова                                    | Алія Гараєва                              |
| 2013                                      | Київ, Україна                             |                                           | Ганна Різатдінова                                  | Мелітіна Станюта                          |
| 2014                                      | Ізмір, Туреччина                          |                                           | Маргарита Мамун                                    | Ганна Різатдінова                         |
| 2015                                      | Штутгарт, Німеччина                       |                                           | Маргарита Мамун                                    | Мелітіна Станюта                          |
| 2017                                      | Пезаро, Італія                            | Діна Аверіна                              | Аріна Аверіна                                      | Ліной Ашрам                               |
| 2018                                      | Софія, Болгарія                           | Діна Аверіна                              | Ліной Ашрам                                        | Олександра Солдатова                      |
| 2019                                      | Баку, Азербайджан                         | Діна Аверіна                              | Аріна Аверіна                                      | Ліной Ашрам                               |
| 2021                                      | Кітакюсю, Японія                          |                                           |                                                    |                                           |

### Групове багатоборство
| Медалісти в груповому багатоборстві | Медалісти в груповому багатоборстві | Медалісти в груповому багатоборстві | Медалісти в груповому багатоборстві | Медалісти в груповому багатоборстві |
| ----------------------------------- | ----------------------------------- | ----------------------------------- | ----------------------------------- | ----------------------------------- |
| Рік                                 | Місце                               | Золото                              | Срібло                              | Бронза                              |
| 1967                                | Копенгаген, Данія                   | СРСР                                | Чехословаччина                      | Болгарія                            |
| 1969                                | Варна, Болгарія                     | Болгарія                            | СРСР                                | Чехословаччина                      |
| 1971                                | Гавана, Куба                        | Болгарія                            | СРСР                                | Італія                              |
| 1973                                | Роттердам, Нідерланди               | СРСР                                | Чехословаччина                      | Східна Німеччина                    |
| 1975                                | Мадрид, Іспанія                     | Італія                              | Японія                              | Іспанія                             |
| 1977                                | Базель, Швейцарія                   | СРСР                                | Болгарія                            | Чехословаччина                      |
| 1979                                | Лондон, Англія                      | СРСР                                | Чехословаччина                      | Болгарія                            |
| 1981                                | Мюнхен, Західна Німеччина           | Болгарія                            | СРСР                                | Чехословаччина                      |
| 1983                                | Страсбург, Франція                  | Болгарія                            | СРСР                                | Північна Корея                      |
| 1985                                | Вальядолід, Іспанія                 | Болгарія                            | Північна Корея                      |                                     |
| 1987                                | Варна, Болгарія                     | Болгарія                            | СРСР                                | Іспанія Китай                       |
| 1989                                | Сараєво, Югославія                  | Болгарія                            | СРСР                                | Іспанія                             |
| 1991                                | Пірей, Греція                       | Іспанія                             | СРСР                                | Північна Корея                      |
| 1992                                | Брюсель, Бельгія                    | Росія                               | Іспанія                             | Північна Корея                      |
| 1994                                | Париж, Франція                      | Росія                               | Іспанія                             | Болгарія                            |
| 1995                                | Відень, Австрія                     | Болгарія                            | Іспанія                             | Білорусь                            |
| 1996                                | Будапешт, Угорщина                  | Болгарія                            | Іспанія                             | Білорусь                            |
| 1998                                | Севілья, Іспанія                    | Білорусь                            | Іспанія                             | Росія                               |
| 1999                                | Осака, Японія                       | Росія                               | Греція                              | Білорусь                            |
| 2002                                | Новий Орлеан, США                   | Росія                               | Білорусь                            | Греція                              |
| 2003                                | Будапешт, Угорщина                  | Росія                               | Болгарія                            | Білорусь                            |
| 2005                                | Баку, Азербайджан                   | Росія                               | Італія                              | Білорусь                            |
| 2007                                | Патри, Греція                       | Росія                               | Італія                              | Білорусь                            |
| 2009                                | Міе, Японія                         | Італія                              | Білорусь                            | Росія                               |
| 2010                                | Москва, Росія                       | Італія                              | Білорусь                            | Росія                               |
| 2011                                | Монпельє, Франція                   | Італія                              | Росія                               | Болгарія                            |
| 2013                                | Київ, Україна                       | Білорусь                            | Італія                              | Росія                               |
| 2014                                | Ізмір, Туреччина                    | Болгарія                            | Італія                              | Білорусь                            |
| 2015                                | Штутгарт, Німеччина                 | Росія                               | Болгарія                            | Іспанія                             |
| 2017                                | Пезаро, Італія                      | Росія                               | Болгарія                            | Японія                              |
| 2018                                | Софія, Болгарія                     | Росія                               | Італія                              | Болгарія                            |
| 2019                                | Баку, Азербайджан                   | Росія                               | Японія                              | Болгарія                            |
| 2021                                | Кітакюсю, Японія                    |                                     |                                     |                                     |

## Всі медалі з багатоборства за країнами (1963–2019)
| Місце  | Країна         | Золото | Срібло | Бронза | Загалом |
| ------ | -------------- | ------ | ------ | ------ | ------- |
| 1      | Росія          | 113    | 57     | 35     | 205     |
| 2      | Болгарія       | 67     | 56     | 52     | 175     |
| 3      | СРСР           | 50     | 43     | 27     | 120     |
| 4      | Україна        | 25     | 28     | 38     | 91      |
| 5      | Білорусь       | 9      | 26     | 37     | 72      |
| 6      | Італія         | 9      | 17     | 9      | 35      |
| 7      | Іспанія        | 7      | 11     | 18     | 36      |
| 8      | ФРН            | 5      | 5      | 0      | 10      |
| 9      | Чехословаччина | 4      | 5      | 8      | 17      |
| 10     | Греція         | 3      | 1      | 2      | 6       |
| 11     | Японія         | 2      | 5      | 4      | 11      |
| 12     | Північна Корея | 1      | 2      | 4      | 7       |
| 13     | Ізраїль        | 0      | 7      | 7      | 14      |
| 14     | Азербайджан    | 0      | 1      | 7      | 8       |
| 15     | НДР            | 0      | 1      | 3      | 4       |
| 16     | КНР            | 0      | 1      | 2      | 3       |
| 17     | Франція        | 0      | 0      | 2      | 2       |
| 18     | Угорщина       | 0      | 0      | 1      | 1       |
| 18     | Румунія        | 0      | 0      | 1      | 1       |
| 18     | Південна Корея | 0      | 0      | 1      | 1       |
| Всього | Всього         | 295    | 266    | 258    | 819     |

## Україна на чемпіонатах світу
Вперше Україна як незалежна держава з власним національним прапором взяла участь на Чемпіонатах світу з художньої гімнастики в 1992 році після розпаду СРСР.
| Чемпіонати світу  | Золото | Срібло | Бронза | Місце в медальному заліку |
| 1992 Брюссель     | 0      | 1      | 0      | 6                         |
| 1993 Аліканте     | 1      | 4      | 4      | 2                         |
| 1994 Париж        | 5      | 1      | 0      | 1                         |
| 1995 Відень       | 3      | 2      | 3      | 3                         |
| 1996 Будапешт     | 2      | 2      | 1      | 1                         |
| 1997 Берлін       | 4      | 1      | 2      | 1                         |
| 1998 Севілья      | 0      | 0      | 2      | 4                         |
| 1999 Осака        | 2      | 0      | 3      | 3                         |
| 2001 Мадрид       | 3      | 2      | 5      | 1                         |
| 2002 Новий Орлеан | 1      | 0      | 0      | 3                         |
| 2003 Будапешт     | 2      | 4      | 0      | 2                         |
| 2005 Баку         | 0      | 6      | 1      | 4                         |
| 2007 Патри        | 1      | 2      | 1      | 2                         |
| 2009 Міє          | 0      | 1      | 3      | 4                         |
| 2010 Москва       | 0      | 0      | 0      | 0                         |
| 2011 Монпельє     | 0      | 0      | 1      | 6                         |
| 2013 Київ         | 1      | 2      | 2      | 2                         |
| 2014 Ізмір        | 0      | 0      | 4      | 7                         |
| 2015 Штутгарт     | 0      | 0      | 4      | 5                         |
| 2017 Пезаро       | 0      | 0      | 0      | 0                         |
| 2018 Софія        | 0      | 0      | 1      | 7                         |
| 2019 Баку         | 0      | 0      | 1      | 5                         |
| 2021 Кітакюсю     | 0      | 0      | 0      | 0                         |
| 2022 Софія        | 0      | 0      | 0      | 0                         |
| 2023 Валенсія     | 0      | 0      | 2      | 6                         |
| Загалом           | 25     | 28     | 40     | 4                         |

1. ↑  Rhythmic Gymnastics World Championships Results & Medalists.